# Nils Stromberg
Nils Stromberg (ursprungligen Brattman), född 25 mars 1646 i Jönköping, död 16 augusti 1723 i Claestorp i Södermanland, var en svensk greve och militär. Stromberg var son till rådmannen och postmästaren i Jönköping Jöns Pedersson Brattman och Christina Gudmundsdotter och bror till Alexander Stromberg. År 1690 gifte han sig med friherrinnan Anna Catarina Fleming af Liebelitz som han fick sonen Claës Stromberg med.
År 1671 påbörjades Strombergs tjänstgöring i Holland och där nådde han överstelöjtnants grad. Stromberg adlades jämte sina fyra bröder 1674 under namnet Strömberg. Detta skedde medan han själv befann sig i Holland. Efter återkomsten till Sverige befordrades han till chef för Skaraborgs regemente 1689 och 1697 blev han generalmajor. 
Nils Strömberg upphöjdes jämte brodern Alexander till friherre under namnet Stromberg 1699. Samma år flyttades han till Pommern. 1703 befordrades han till generallöjtnant. 
Stromberg deltog vid belägringen av Thorn och stred vid Elbing. 1705 blev han generalguvernör och kungligt råd i Estland. 1706 var Stromberg i kurfurstendömet Sachsen med Karl XII. Samma år upphöjdes Stromberg till greve. 1709 utnämndes Stromberg till generalguvernör över Livland. Där blev Strombergs viktigaste uppgift att försvara Riga mot den ryska belägring som ägde rum mellan den 3 november 1709 och 3 juli 1710. Uppgiften misslyckades. Stromberg tvingades kapitulera för ryssarna. Därmed bröts den svenska dominansen över Baltikum. Stromberg hölls kvar som krigsfånge några månader innan han återvände till Sverige. 1711 utnämndes han till president för kammarkollegium och statskontoret.